# 臺中都會區鐵路高架捷運化計畫

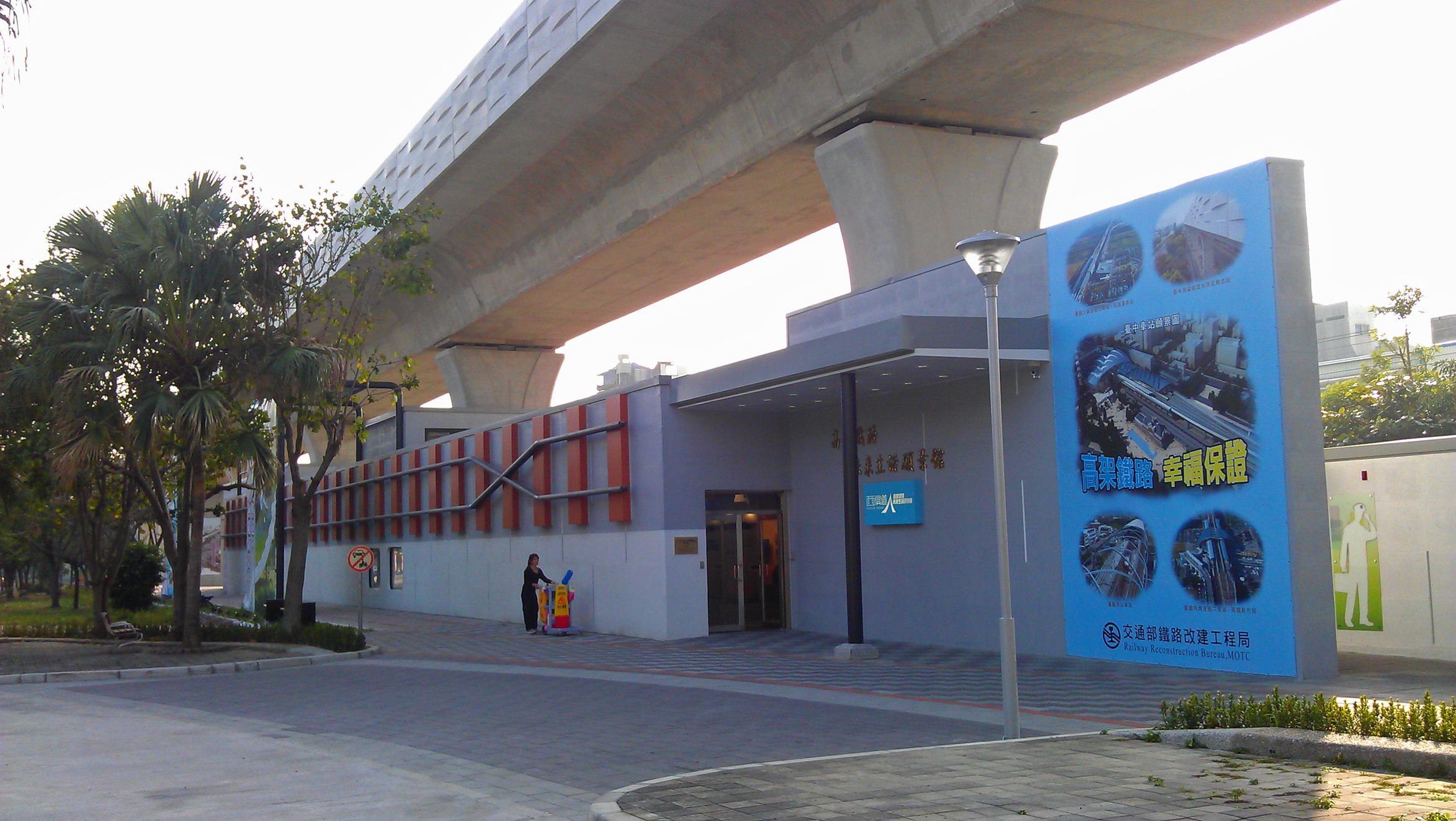
鐵改局曾設於東區東光路與東成路口的高架鐵路未來生活願景館

臺中都會區鐵路高架捷運化計畫（簡稱臺中鐵路高架捷運化、山線高架捷運化，前身為「臺中市區鐵路地下化工程」）是由中華民國交通部鐵路改建工程局（今交通部鐵道局）所規劃，計畫將現有臺中市的豐原至大慶間21.7公里的地面鐵路，改建為高架鐵路，總計設有十座高架車站，包括豐原、栗林、潭子、頭家厝、松竹、太原、精武、臺中、五權以及大慶。另高架化南延至烏日計畫現正評估中待送至交通部審查。

## 簡介

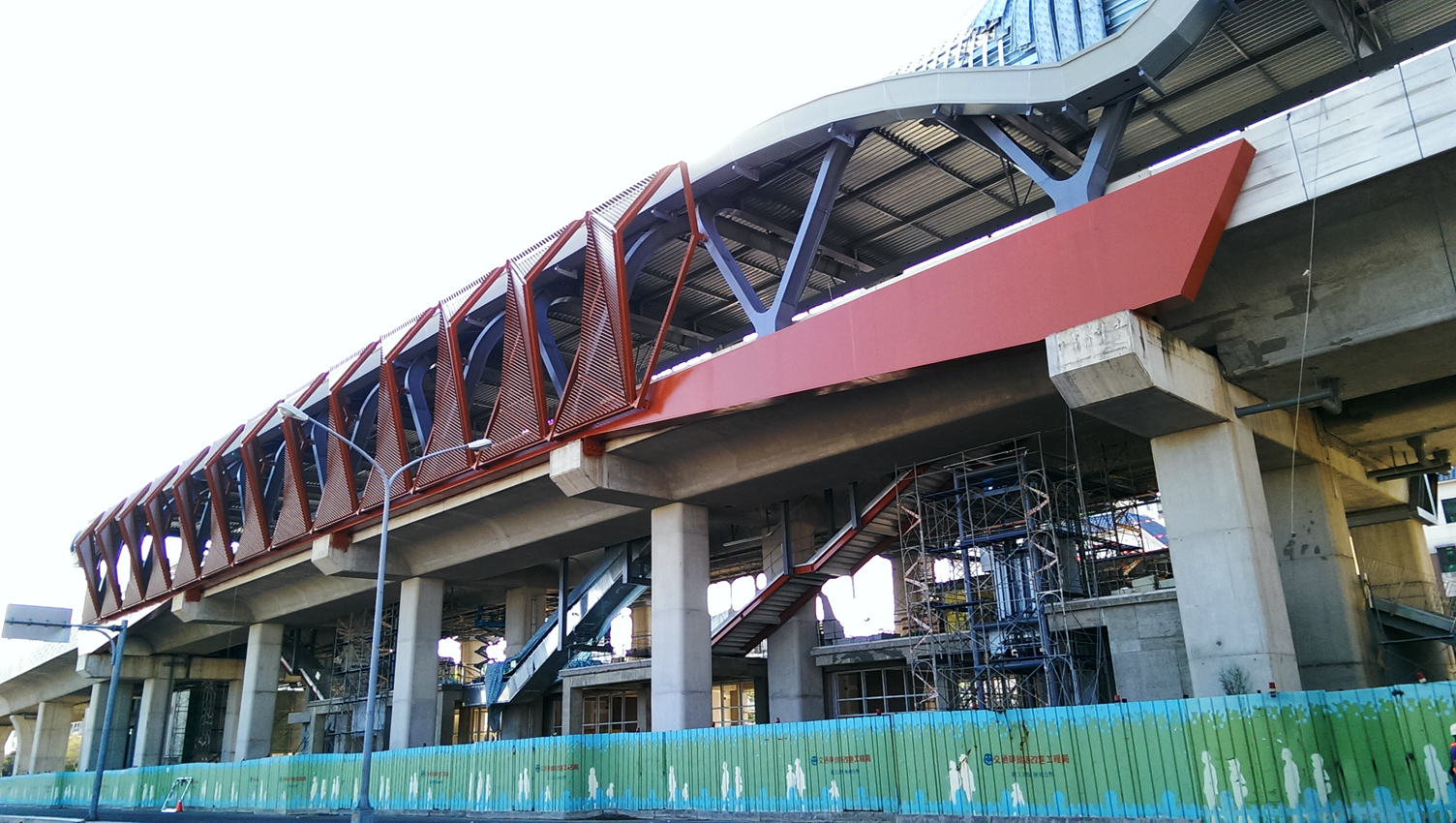
2014年11月太原車站高架站的興建工程

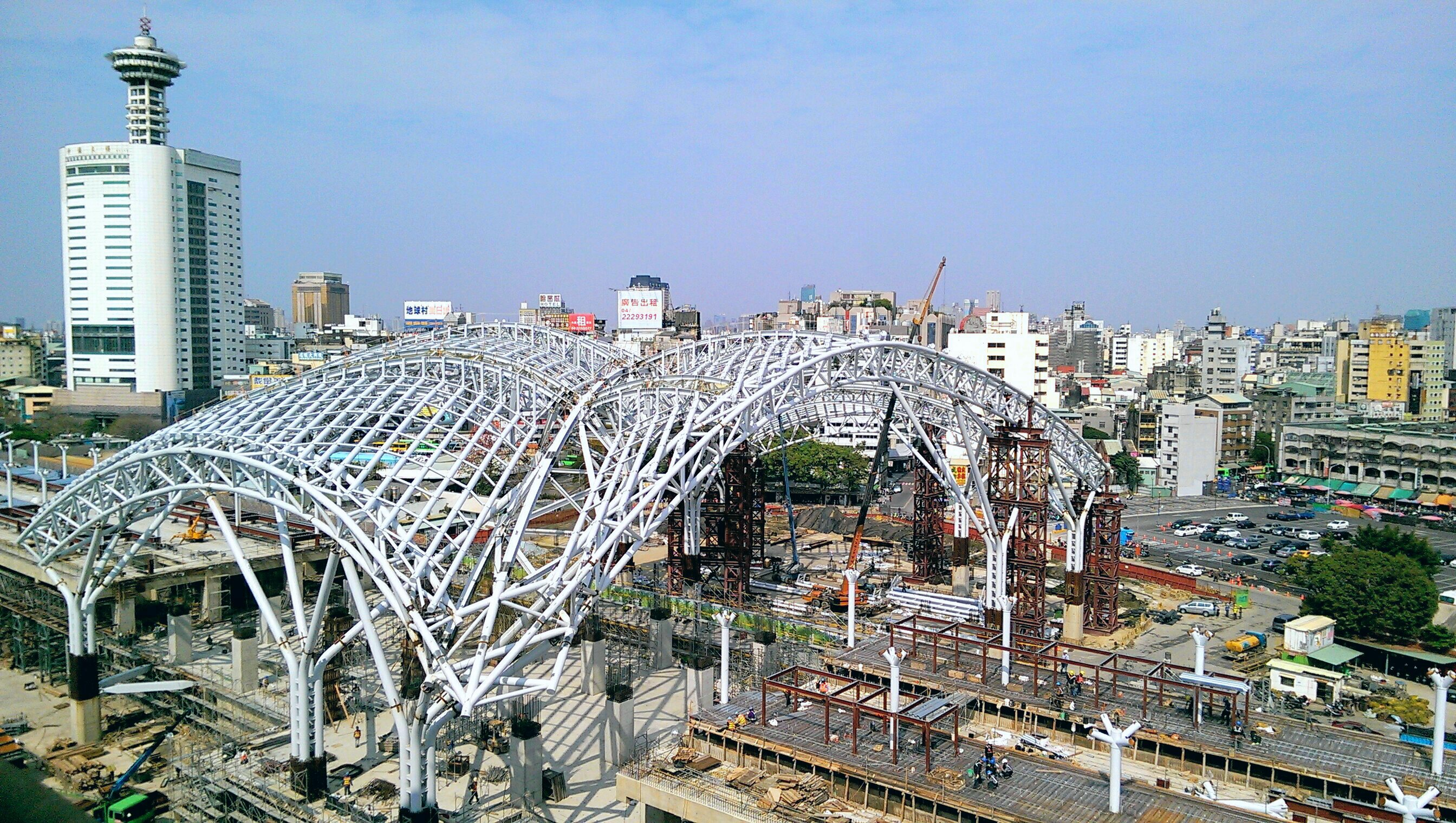
臺中鐵路高架化2015年3月臺中車站周邊工程

台中鐵路高架化於2009年9月24日動工，2011年12月17日潭子段改線臨時軌。第一階段已於2016年10月16日通車，臺鐵各級列車改行駛於高架軌道，第二階段已於2018年10月28日通車
。

### 概況
有鑑於臺鐵平面穿越臺中市區，造成前、後站發展不均，並使車站地區造成大量土地無法有效利用，由臺灣省政府交通處向中央政府爭取預算新臺幣一億七千萬元，積極規劃「臺中市區鐵路地下化工程」；此案經中華民國行政院同意核發經費（時任中華民國行政院院長連戰），以促進都市更新、改善臺中交通、使臺中舊市區重現繁榮生機。然而1996年同時參與臺中、臺南市區鐵路地下化計劃設計的國光工程顧問公司（現已歇業）發生弊端，並引發當時臺灣省議員群起質疑與不滿而造成延宕，在進行臺灣省政府功能業務與組織調整（精省）前仍遲遲未開工。
精省後，計畫轉移給交通部鐵路改建工程局承辦；至1998年10月，此計畫奉行政院原則同意；1999年7月起，成立鐵路改進工程中南作業小組，推動相關執行計畫（含財務規劃）；2000年1月，執行作業計畫規劃完成，由交通部核准轉交行政院審查，並由地鐵處積極辦理部分先期工程細部設計工作及用地取得作業。當時計畫採以臺中市轄段地下化、臺中縣轄段高架化至潭子車站方案，估計總經費約新臺幣604億元。
2001年4月交通部邀集臺中市政府等單位開會研商「臺中市區鐵路地下化工程」相關事宜，決議朝撙節經費方向，就原規劃之工程內容、建造型式、施作範圍、推動期程及財務計畫等議題再作檢討。
2003年4月行政院經濟建設委員會邀集臺中縣政府、臺中市政府開會研商「臺中市區鐵路立體化工程」（局部高架案），結論略以：本計畫可一併將潭子、豐原地區鐵路高架納為替選方案，並就工程、財務可行性、計畫自償率及效益等進行詳細評估後報核。
因地下化成本高，當時的胡志強市府負擔不起，時任副市長張景森向時任行政院長游錫堃表示若採高架化總經費可以節省一半，市府也可以不用負擔配合款，且工程快，未來管理維護成本也相對較低，最終行政院決議將地下化改為高架化。
2006年2月行政院核定「臺中都會區鐵路高架捷運化計畫」（簡稱：臺中計畫），第一次修正計畫2012年3月29日奉行政院核定，第二次修正計畫2016年12月6日奉行政院核定。

### 計畫概要[9]
- 計畫期程：2006年2月至2019年1月[d][8]。
- 計畫範圍：北起豐原站以北1.9公里，南至大慶站以南1.4公里，將現有鐵路改建為高架，全長21.7公里。
- 工程內容：

１、改建豐原、潭子、太原、臺中、大慶等5座現有車站。

２、新建栗林、頭家厝、松竹、精武、五權等5座高架通勤車站；
其中松竹、大慶兩站與臺中捷運烏日文心北屯線站預留轉乘機制。

３、上述車站依現有規定分為下列5種車站：

（１）特等站：臺中車站將改建為2島式1側式月台5股道之高架車站，是中臺灣地區主要的交通樞紐。

（２）一等站：豐原車站將改建為2島式月台4股道之高架車站。

（３）三等站：潭子車站將改建為2島式月台4股道之高架車站。

（４）乙種簡易站：太原車站改建為2島式月台4股道的高架通勤車站。

（5）簡易站：大慶車站改建為2側式月台2股道的高架通勤車站。

（6）簡易站(新建)：栗林車站、頭家厝車站、松竹車站、精武車站、五權車站為2側式月台2股道標準型的高架通勤車站。

４、臺中舊站列為國定古蹟原地保留，並將內部整修，站區闢建為休閒廣場、停車場、交通轉運中心、綠地等公共設施。

- 計畫經費：新臺幣372.41億元。

## 車站
臺中鐵路捷運化的起點為豐原站以北1.9公里，終點為彰化站。除既有的豐原車站、潭子車站、太原車站、臺中車站、大慶車站改建或另建為高架站外，再增設五個區間通勤車站，分別為栗林車站、頭家厝車站、松竹車站、精武車站、五權車站。高架化後，臺中舊站原地保留為古蹟並配合週邊鐵道文化資產改為鐵道文化園區；臺中新站移至成功路與新民街交叉路口附近（原為臺鐵停車場，舊站西北側）。

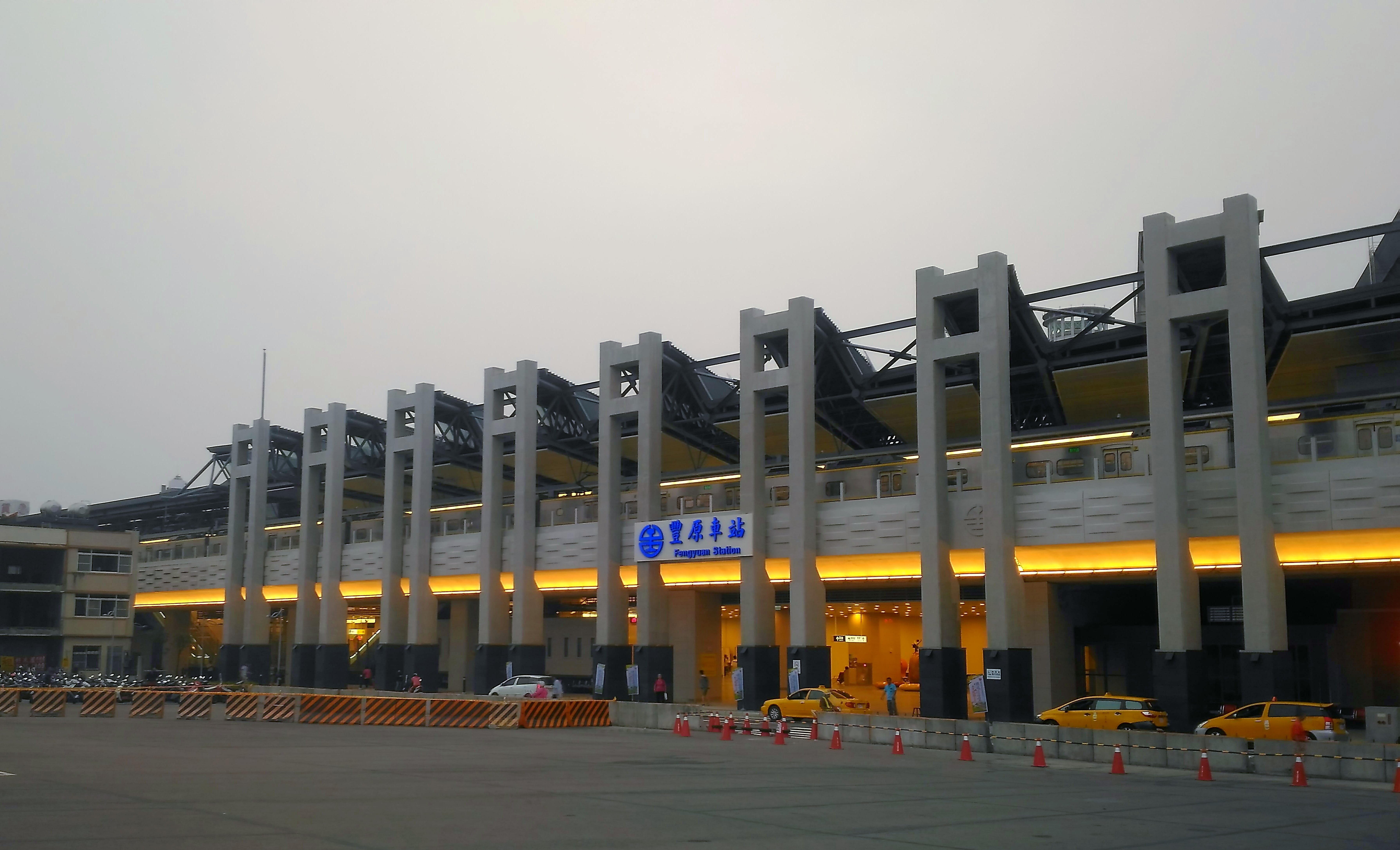
豐原車站高架化後的樣貌
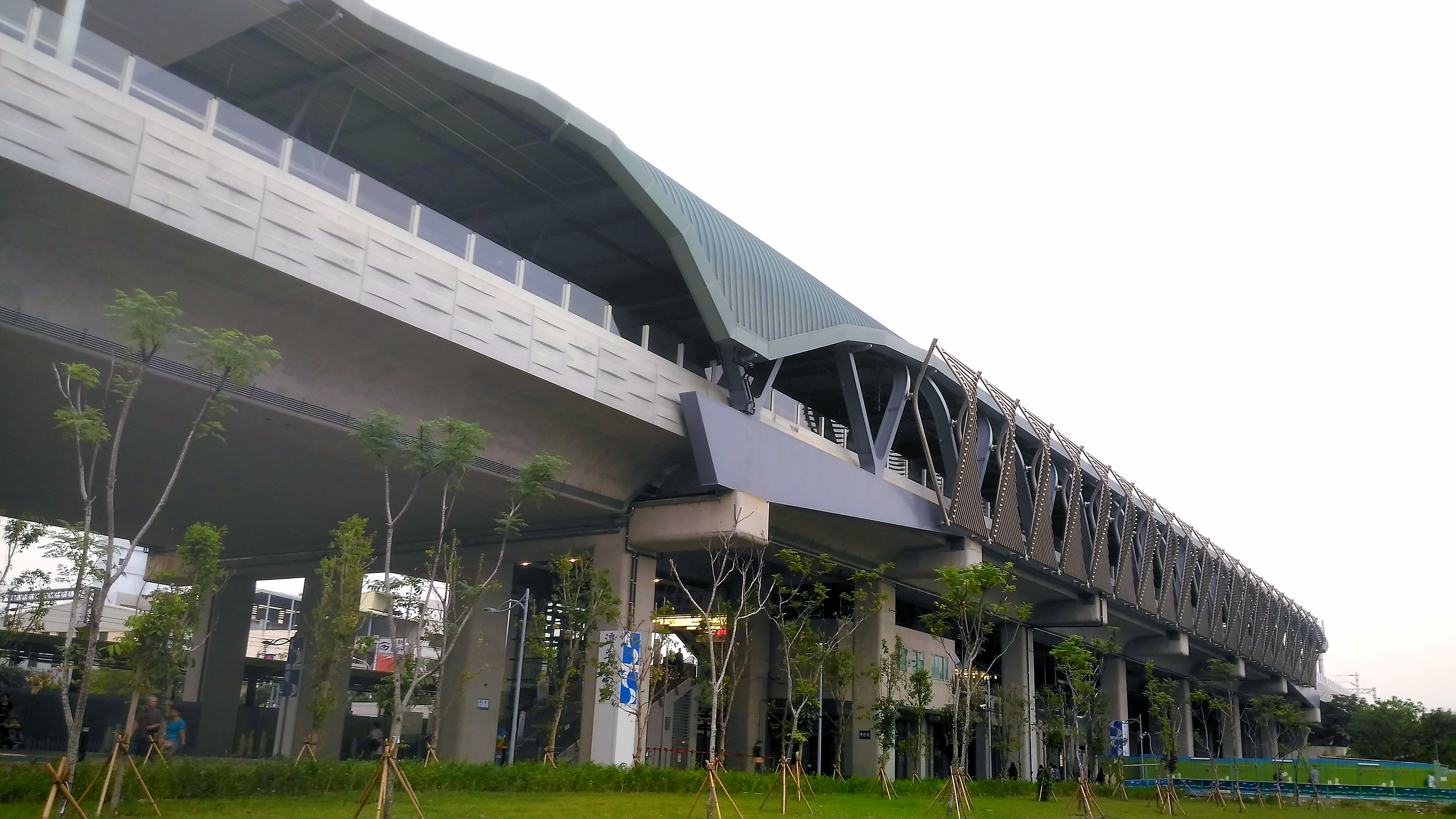
潭子車站高架化後的樣貌
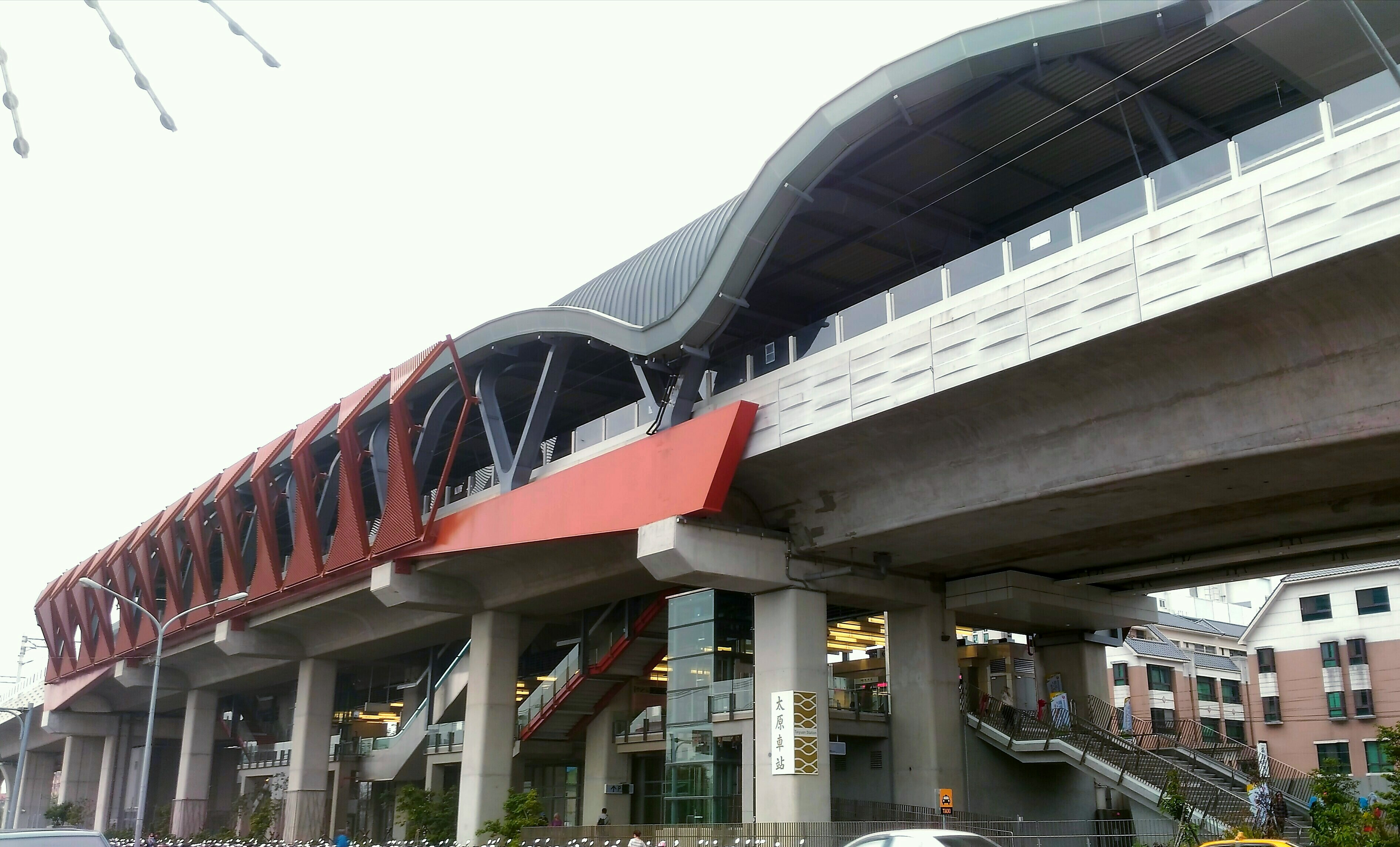
太原車站高架化後的樣貌
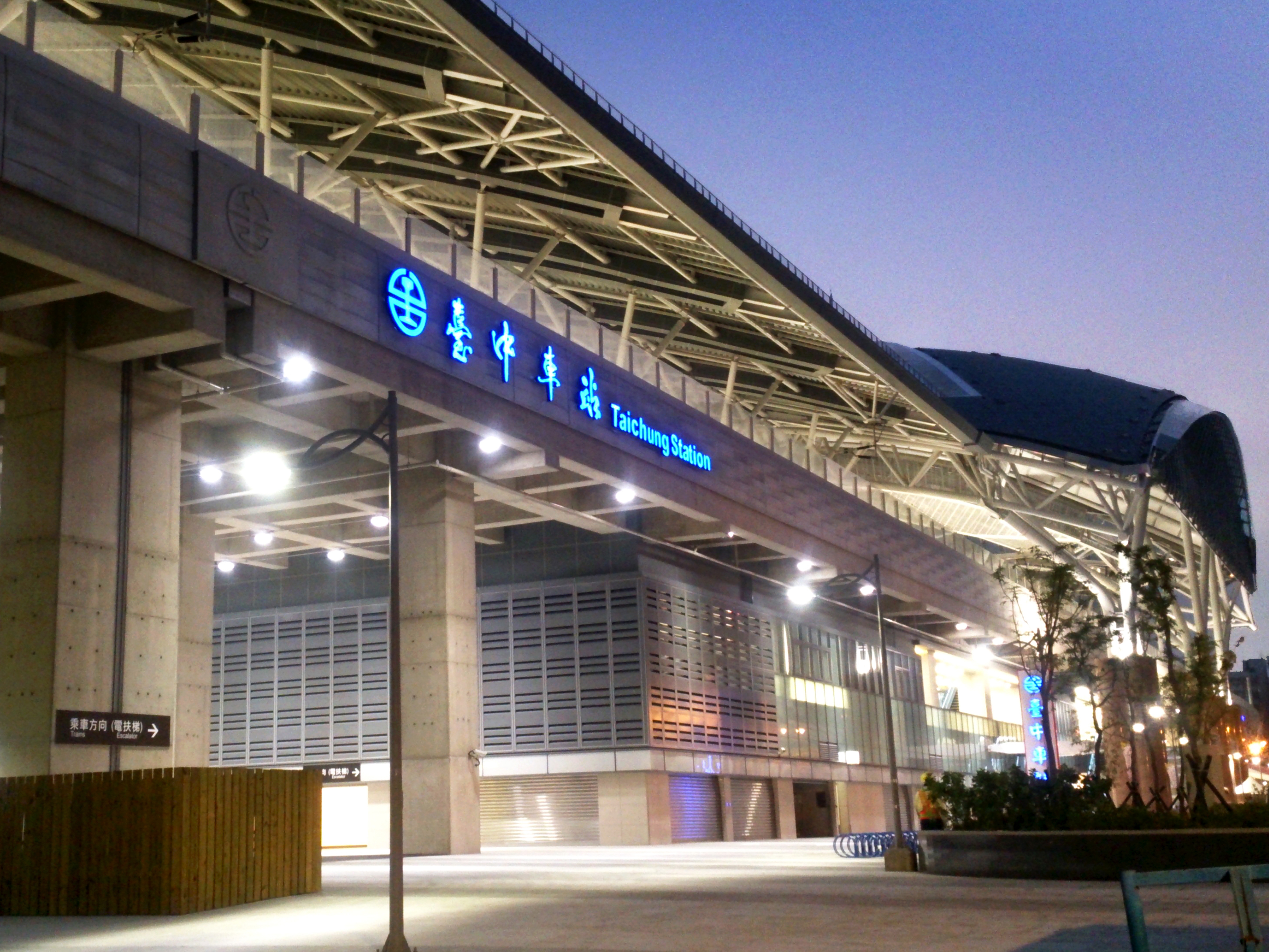
台中車站高架化後的樣貌
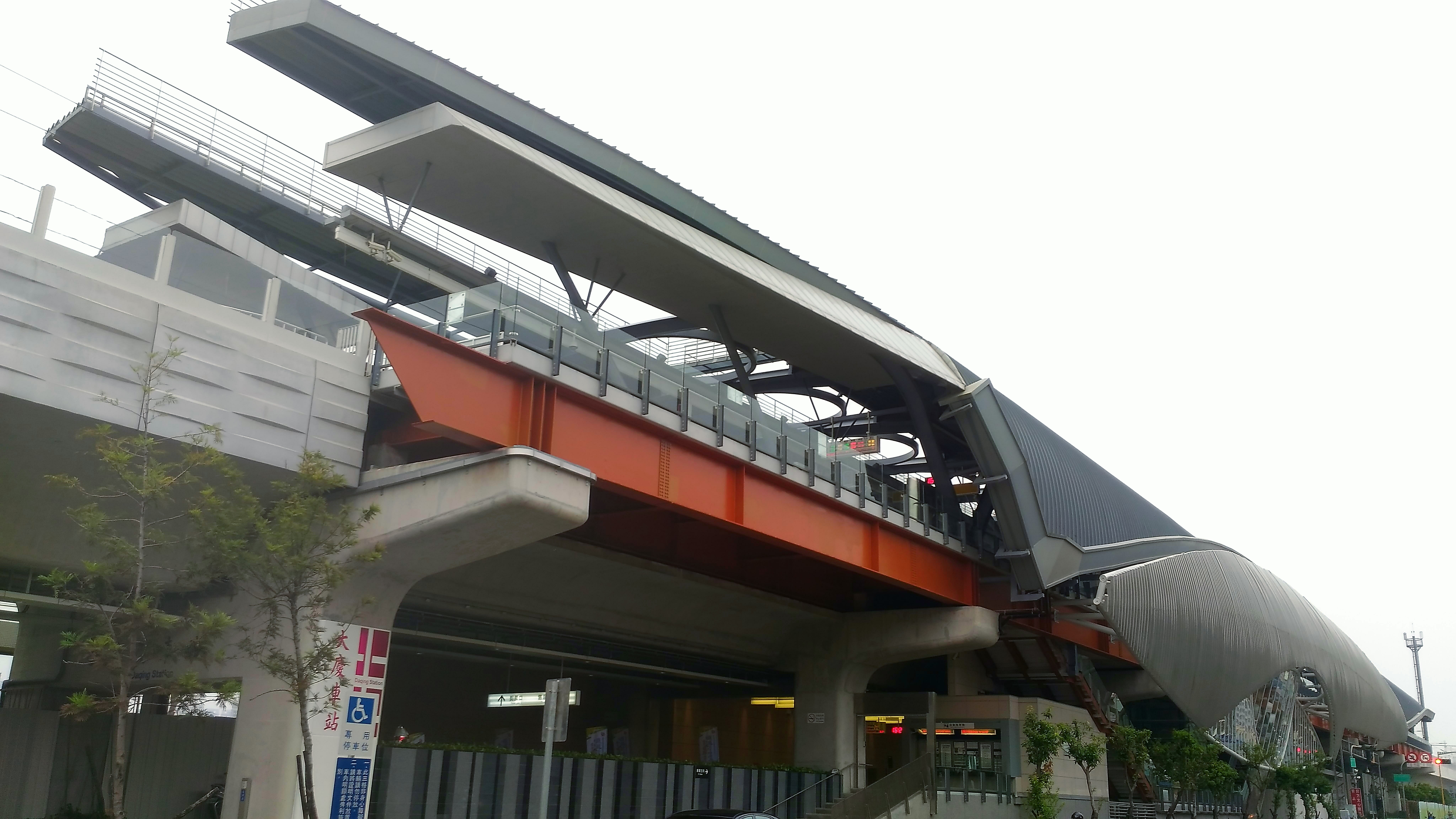
大慶車站高架化後的樣貌

| 車站名稱                                          | 營運里程 縱貫線 基隆起 | 工程內容                                        | 交會路線                                                                     | 所在地                    | 所在地 |
| ------------------------------------------------- | ---------------------- | ----------------------------------------------- | ---------------------------------------------------------------------------- | ------------------------- | ------ |
| 臺中鐵路捷運化                                    |                        |                                                 |                                                                              |                           |        |
| 高架化工程起點：177.2 km                          |                        |                                                 |                                                                              |                           |        |
| 豐原                                              | 179.1                  | 車站高架化 四股兩島式月台，可提供列車待避       |                                                                              | 豐原區                    | 臺中市 |
| 栗林                                              | 181.6                  | 新增車站                                        |                                                                              | 潭子區                    | 臺中市 |
| 潭子                                              | 184.1                  | 車站高架化 四股兩島式月台，可提供列車待避       |                                                                              | 潭子區                    | 臺中市 |
| 頭家厝                                            | 186.0                  | 新增車站                                        |                                                                              | 潭子區                    | 臺中市 |
| 松竹                                              | 187.7                  | 新增車站                                        | 臺中捷運 綠線：松竹                                                          | 北屯區                    | 臺中市 |
| 太原                                              | 189.2                  | 車站高架化 四股兩島式月台，可提供列車待避       |                                                                              | 北屯區                    | 臺中市 |
| 精武                                              | 191.2                  | 新增車站                                        |                                                                              | 東區                      | 臺中市 |
| 臺中                                              | 193.3                  | 車站高架化 五股一側式兩島式月台，可提供列車待避 | 臺中捷運 藍線：臺中車站 臺中捷運 機場線：臺中車站                            | 中區（地址） 東區（位置） | 臺中市 |
| 五權                                              | 195.3                  | 新增車站                                        |                                                                              | 南區                      | 臺中市 |
| 大慶                                              | 197.5                  | 車站高架化                                      | 臺中捷運 綠線：大慶                                                          | 南區                      | 臺中市 |
| 高架化工程終點：198.9 km                          |                        |                                                 |                                                                              |                           |        |
| 烏日 （捷運化車次停靠、高架化評估中）             | 200.5                  |                                                 | 臺中捷運 綠線：烏日（站外轉乘，約300公尺）                                   | 烏日區                    | 臺中市 |
| 新烏日 （捷運化車次停靠）                         | 201.3                  |                                                 | 台灣高鐵：台中站 · 臺中捷運 綠線：高鐵台中站 · 臺中捷運 科工軸線：高鐵台中站 | 烏日區                    | 臺中市 |
| 成功 （捷運化車次停靠）                           | 203.8                  |                                                 | 成追線（下行端，上行方向）                                                   | 烏日區                    | 臺中市 |
| 彰化 （捷運化車次停靠、高架化列入前瞻興建計劃中） | 210.9                  |                                                 | 縱貫線南段（下行端） 海岸線（下行端）                                        | 彰化市                    | 彰化縣 |

- 豐原車站高架化後的樣貌
- 潭子車站高架化後的樣貌
- 太原車站高架化後的樣貌
- 台中車站高架化後的樣貌
- 大慶車站高架化後的樣貌

## 工程進度

### 鐵路高架化工程
臺中都會區鐵路高架捷運化工程分成兩個階段：

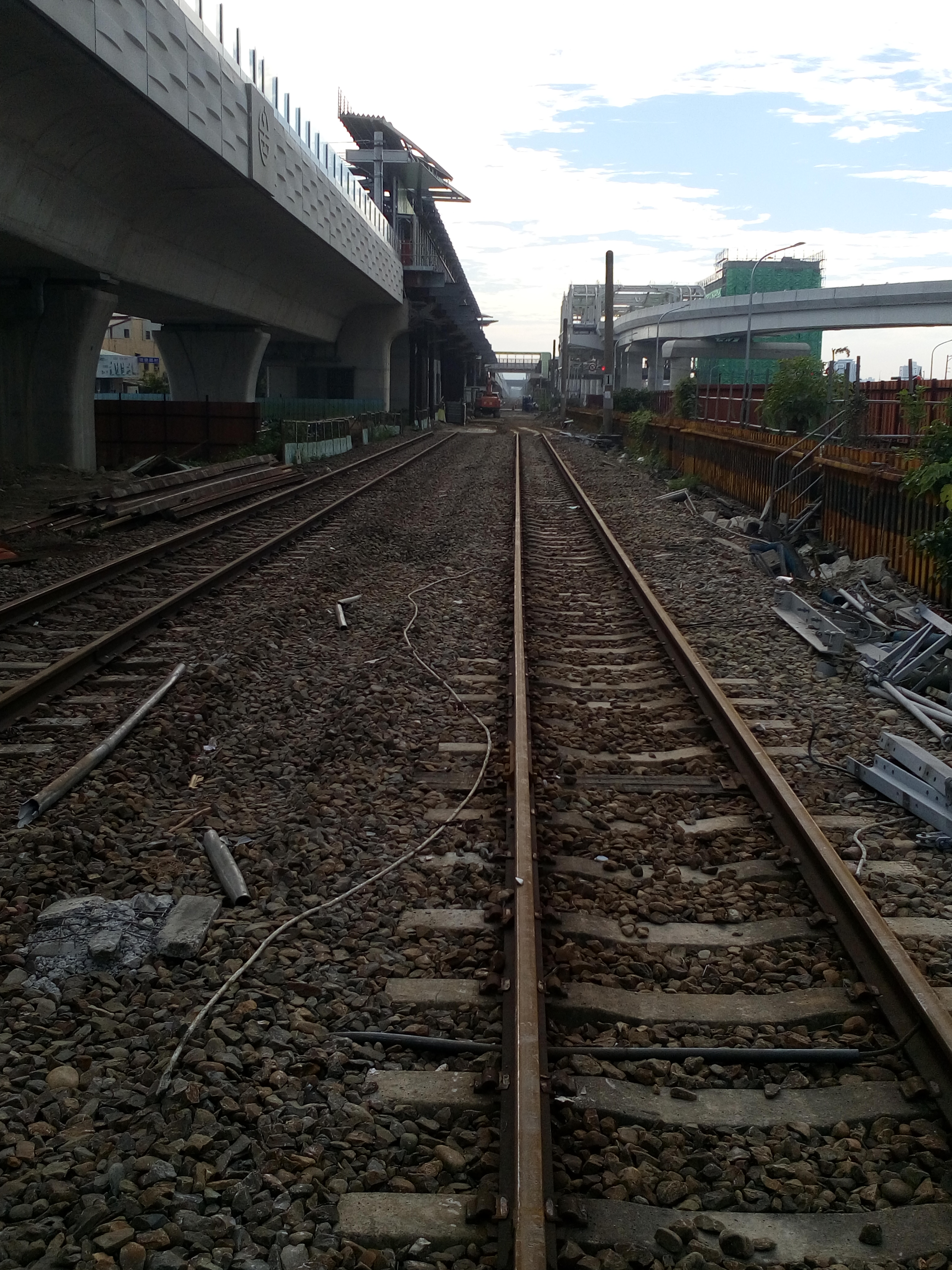
已經停用的大慶段地面鐵路，2016年11月19日

- 第一階段：改建成高架站的豐原車站（部分站體）、潭子車站、太原車站（部分站體）、臺中車站（部分站體）、大慶車站，原預計於2015年12月可望完工，但因工程延宕調整至2016年8月[12]；然而2016年8月仍未通車。後續有多家媒體搶先報導9月25日通車之暫定計畫[13]，但臺鐵無法於當日通車；最終確定於2016年10月15日夜間進行豐原至大慶間永久性軌道切換，10月16日上午第一階段正式通車，各級列車開始行駛於高架軌道上[14]。
- 第二階段：新設的五座通勤車站（栗林車站、頭家厝車站、松竹車站、精武車站、五權車站），以及第一階段已改建成高架車站剩餘未完工啟用的站體，原預計於2017年3月可望完工，但因工程延宕調整至2018年10月[3]，最後於10月28日啟用。

## 問題

### 月台長度不足以停靠新型列車
高架化規劃時期，臺鐵尚未決定新購EMU900型之規格，通勤車站月台乃用EMU700型、EMU800型規格建造(8節車廂，約180m)。而後臺鐵決議新購之EMU900型列車為10輛固定編成(月台約需220m)，然而木已成舟，高架化車站之月台難變更設計，因此投入營運的EMU900型列車無法停靠栗林、頭家厝、松竹、精武、五權及大慶，影響車輛運用(僅能以區間快通過)。 針對此問題，2024年起臺鐵已進行月台延長工程，以可讓下車旅客有踏足之地為主，已於2025年6月26日年度改點時一併啟用。

## 外部連結
- 交通部鐵道局 （页面存档备份，存于）
- 計畫介紹- 鐵路建設- 臺中都會區鐵路高架捷運化計畫 - 交通部鐵道局 （页面存档备份，存于）